# Metacylididae
Famille
Synonymes
- Calpionellidae pro parte
- Coxliellidae pro parte
- Metacycoidinae
- Metacylin[e]ae [1]

Les Metacylididae sont une famille de Ciliés de la classe des Oligotrichea et de l’ordre des Choreotrichida.

## Étymologie
Le nom de la famille vient du genre type Metacylis, composé du préfixe latin meta-, « objet conique » et du suffixe -cycl, cercle, littéralement « cercle conique » ou «  cône circulaire », en référence à la forme de la lorica (loge) de cet organisme.

## Description
Les Metacylididae ont une taille, moyenne (80-200 µm) à grande (>200 µm). Ils vivent dans une lorica tubulaire ou en forme de gobelet, délicate et avec des anneaux ou des spirales comme des lames enroulées, au moins dans la moitié orale ; l’extrémité aborale de la lorica présente parfois des cornes. La paroi de la lorica comprend trois couches, généralement avec des alvéoles distinctes et délicates, parfois avec des coccolithes agglomérés. On observe une paraloriques coxlielliforme (c. à d. de la forme du genre Coxliella, et parfois, une épilorique.

## Habitat
Les Metacylididae vivent en milieu marin bien qu'on en trouve parfois en eau douce ; ils sont néritiques (c. à dire vivent dans des eaux peu profondes) ou strictement pélagiques (c. à dire vivent dans la colonne d'eau, au delà de 200 mètres).
Certains genres sont fossiles.

## Liste des genres
Selon GBIF (2 octobre 2022) :
- Climacocylis Jörgensen, 1924
- Coxliella Brandt, 1906[3]
- Helicostomella Jörgensen, 1924
- Metacylis Jörgensen, 1924  genre type
  - Espèce type Metacylis mediterraneus (Mereschkowsky, 1880) Jörgensen, 1924
- Pseudometacylis Balech, 1968

Selon Lynn (2010) :
- Climacocylis Jörgensen, 1924
- Favelloides Thalmann, 1942 (fossile)
- Helicostomella Jörgensen, 1924
- Metacylis Jörgensen, 1924 genre type
- Pseudometacylis Balech, 1968
- Rhabdonelloides Colom, 1939 (fossile)
- Spiroxystonellites Knauer, 1969 (fossile)

Nomen inquirendum (c. à d. en cours d'étude) : 
- Coxliella Brandt, 1906 (fossile)
- Rhizodomus Strelk
- Stylicauda Balech, 1951

## Systématique
Le nom valide de ce taxon est Metacylididae Kofoid & Campbell, 1929.